# 八盘峡水库
八盘峡水库是中国甘肃省临夏回族自治州永靖县境内的一座水库，位于黄河之上，建于1975年。水库正常库容为4900万立方米，集雨面积为20470平方千米，海拔为1578米。